# ماکس وگنر
ماکس وگنر (انگلیسی: Max Wegner؛ زادهٔ ۲۴ مارس ۱۹۸۹) بازیکن فوتبال اهل آلمان است.
از باشگاه‌هایی که در آن بازی کرده‌است می‌توان به باشگاه فوتبال ارتسگبیرگ آئو و باشگاه فوتبال هانوفر ۹۶ اشاره کرد.